# Castra Hannibalis
Castra Hannibalis era una fortalesa o un port que va erigir Hanníbal al Brútium, al golf de Squillace, durant els darrers anys de la Segona Guerra Púnica, segons comenta Plini el Vell, en el punt on les dues badies, el Sinus Terinaeus (avui Golf de Santa Eufèmia) i el Sinus Scyllacinus, s'apropen més, de manera que l'istme entre elles és la part més estreta d'Itàlia. El nom del lloc mostra que Hanníbal s'hi va establir de forma més aviat permanent durant els últims anys de la guerra quan va quedar aïllat a la zona del Brútium, però no hi ha cròniques sobre les actuacions d'Hanníbal en aquell lloc durant aquesta part de la guerra.
S'ha pensat que el "castra" que anomena Titus Livi ("Castrorum portorium, quo in loco nunc oppidum est" la duana de la fortalesa on hi ha avui una ciutat) i que diu que era un port marítim sense indicar-ne el lloc, podria ser aquest Castra Hannibalis, on l'any 199 aC s'hi va establir una petita colònia romana amb 300 colons, que tenia l'objectiu de continuar la seva existència. Posteriorment va servir de port a la ciutat de Squillace, i s'hi va establir una colònia romana més considerable l'any 122 aC.
El seu nom encara apareix a la Taula de Peutinger. Més tard va desaparèixer i no se sap el seu emplaçament exacte, tot i que no podia ser molt lluny de Crotona.